# قائمة البعثات الدبلوماسية في فيتنام

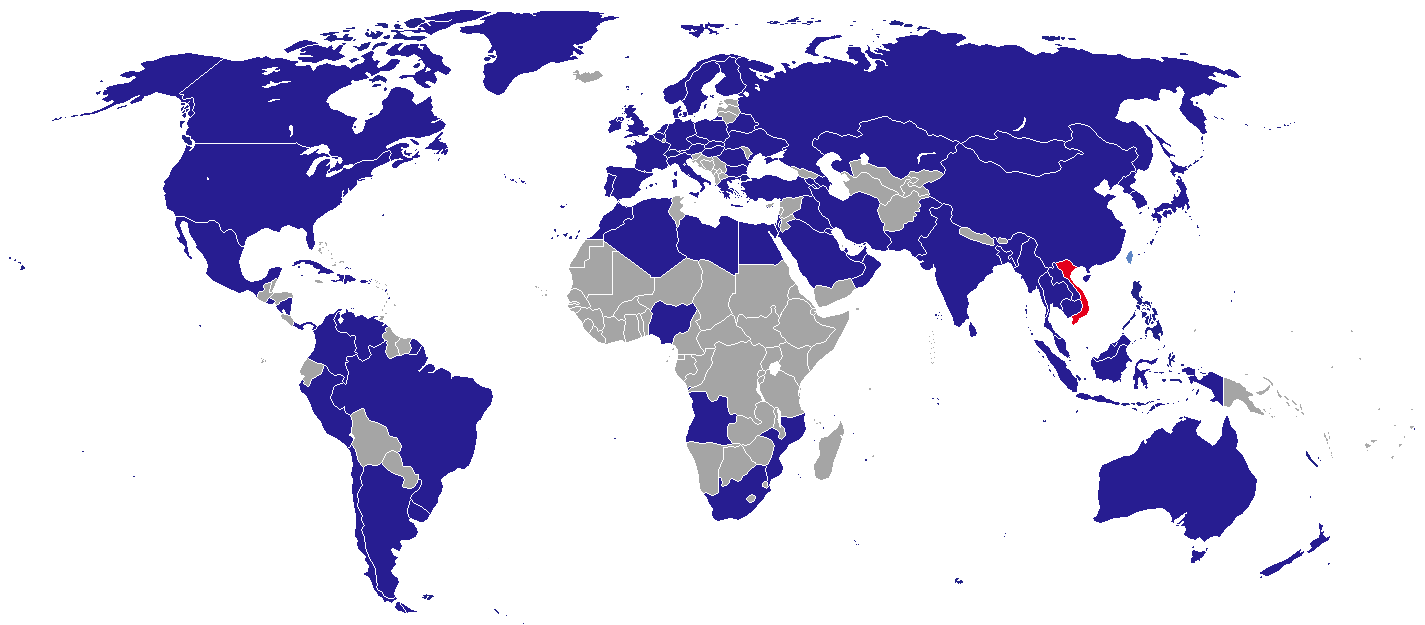
البعثات الدبلوماسية في فيتنام

هذه قائمة البعثات الدبلوماسية في فيتنام (لا تشمل القنصليات الفخرية). حاليا، فيتنام تستضيف 80 سفارة.

## البعثات القنصلية

### مدينة هو تشي مينه
| وفد                                                     | نوع المهمة                     | رئيس البعثة         | صورة فوتوغرافية |
| ------------------------------------------------------- | ------------------------------ | ------------------- | --------------- |
| أستراليا</img> أستراليا                                 | القنصلية العامة                | غرايم سويفت         |                 |
| كمبوديا</img> كمبوديا                                   | القنصلية العامة                |                     |                 |
| كندا</img> كندا                                         | القنصلية العامة                | ريتشارد بيل         |                 |
| جمهورية الصين الشعبية</img> جمهورية الصين الشعبية       | القنصلية العامة                |                     |                 |
| كوبا</img> كوبا                                         | القنصلية العامة                |                     |                 |
| فرنسا</img> فرنسا                                       | القنصلية العامة                | فابريس موريس        |                 |
| ألمانيا</img> ألمانيا                                   | القنصلية العامة                |                     |                 |
| المجر</img> المجر                                       | القنصلية العامة                |                     | </img>          |
| الهند</img> الهند                                       | القنصلية العامة                | د. مادان موهان سيثي |                 |
| إندونيسيا</img> إندونيسيا                               | القنصلية العامة                |                     |                 |
| إيطاليا</img> إيطاليا                                   | القنصلية العامة                |                     |                 |
| اليابان</img> اليابان                                   | القنصلية العامة                |                     |                 |
| الكويت</img> الكويت                                     | القنصلية العامة                |                     |                 |
| لاوس</img> لاوس                                         | القنصلية العامة                |                     |                 |
| ماليزيا</img> ماليزيا                                   | القنصلية العامة                |                     |                 |
| هولندا</img> هولندا                                     | القنصلية العامة                | كاريل ريختر         |                 |
| نيوزيلندا</img> نيوزيلندا                               | القنصلية العامة                | جراهام سيمز         |                 |
| بولندا</img> بولندا                                     | القنصلية العامة                |                     |                 |
| روسيا</img> روسيا                                       | القنصلية العامة                |                     | </img>          |
| سنغافورة</img> سنغافورة                                 | القنصلية العامة                |                     |                 |
| كوريا الجنوبية</img> كوريا الجنوبية                     | القنصلية العامة                |                     |                 |
| جمهورية الصين (تايوان)</img> جمهورية الصين (تايوان)     | مكتب تايبيه الاقتصادي والثقافي |                     |                 |
| تايلاند</img> تايلاند                                   | القنصلية العامة                |                     |                 |
| المملكة المتحدة</img> المملكة المتحدة                   | القنصلية العامة                |                     | </img>          |
| United States of America</img> United States of America | القنصلية العامة                |                     |                 |

### دا نانغ
| وفد                                               | نوع             | رئيس البعثة | صورة فوتوغرافية |
| ------------------------------------------------- | --------------- | ----------- | --------------- |
| جمهورية الصين الشعبية</img> جمهورية الصين الشعبية | القنصلية العامة |             |                 |
| اليابان</img> اليابان                             | المكتب القنصلي  |             |                 |
| لاوس</img> لاوس                                   | القنصلية العامة |             | </img>          |
| روسيا</img> روسيا                                 | القنصلية العامة |             | </img>          |
| كوريا الجنوبية</img> كوريا الجنوبية               | القنصلية العامة |             |                 |

## السفارات غير المقيمة المعتمدة في فيتنام
مقيم في بكين ، الصين
- أفغانستان
- بوليفيا
- قالب:بيانات بلد Congo-Brazzaville
- قالب:بيانات بلد Congo-Kinshasa
- إستونيا
- آيسلندا
- جامايكا
- الأردن
- كينيا
- لاتفيا
- ليتوانيا
- لوكسمبورغ
- مدغشقر
- مالاوي
- مالطا
- موريتانيا
- رواندا
- سيراليون
- سلوفينيا
- سوريا
- تنزانيا [23]
- تونس
- زامبيا

مقيم في كوالالمبور ، ماليزيا
| - كرواتيا - اليمن - زيمبابوي |

مقيم في مدن أخرى
- بوتان (نيودلهي)
- قبرص (New Delhi)
- جيبوتي (طوكيو)
- إسواتيني (نيويورك)
- إثيوبيا (سول)
- غواتيمالا (Seoul)
- الأردن (سنغافورة)
- جزر المالديف (بانكوك)
- باراغواي (Tokyo)
- صربيا (جاكرتا)

## البعثات لفتح
- جمهورية الدومينيكان (Embassy)[24]
- الإكوادور (Embassy)[25]

## البعثات المغلقة
| المدينة المضيفة   | بلد الإرسال                 | مستوى المهمة    | انتهى العام | Ref.   |
| ----------------- | --------------------------- | --------------- | ----------- | ------ |
| هانوي             | غانا</img> غانا             | السفارة         | 1966        | [ 26 ] |
| هانوي             | نيكاراجوا</img> نيكاراجوا   | السفارة         | 1991        | [ 27 ] |
| هانوي             | ألبانيا</img> ألبانيا       | السفارة         | 1992        | [ 28 ] |
| هانوي             | يوغوسلافيا</img> يوغوسلافيا | السفارة         | 2002        | [ 29 ] |
| هانوي             | السودان</img> السودان       | السفارة         | 2018        | [ 30 ] |
| هانوي             | العراق</img> العراق         | السفارة         | 2018        | [ 31 ] |
| مدينة هو تشي مينه | بولندا</img> بولندا         | القنصلية العامة | 2008        | [ 32 ] |